# ルシアン・フロイド
ルシアン・フロイド（Lucian Freud OM CH、1922年12月8日 - 2011年7月20日）は、イギリスの画家。

## 人物
祖父は精神分析医のジークムント・フロイト、兄弟のクレメント・フロイドは政治家である。
ルシアンはドイツのベルリンで生まれたが、1933年に家族と共にイギリスに移住。1939年に市民権を獲得し、姓も英語読みの「フロイド」に改めた。セントラル・スクール・オブ・アート(現、セントラル・セント・マーティンズ）などで絵画を学び、1944年に初めての個展を開いた。
初期の作品はシューレアリズムを連想させ、人々や植物が風変わりな仕方で隣り合っており、絵具の塗厚は比較的薄いものであった。しかし1950年代からはポートレイト、特に厚い塗りでヌードを描くようになった。フロイドの色使いは控えめである。
フロイドのポートレイトは、ただ床かベッドに座っているか寝そべっている人物を描いたものである。登場人物はしばしば彼の身近な人々、家族・友達・仲間の画家・恋人・子供が多い。フランク・アウアバーク、フランシス・ベーコン、デイヴィッド・ホックニーもモデルになっている。
2005年には、フロイドの描いたケイト・モスのヌード肖像画が390万ポンド（約7億7千万円）で落札されて話題になった。
さらに2008年5月、別のヌード肖像画『眠る職業安定所の管理職員(Benefits Supervisor Sleeping)』が3360万ドル（約35億3千万円）で落札され、存命している画家の絵画作品の販売価格として世界記録となった。
2011年7月20日、ロンドンの自宅で死去した。88歳没。

## 書目
- Calvocoressi, Richard (1997). Early Works: Lucian Freud. Scottish National Gallery of Modern Art ISBN 0-903598-66-3
- Feaver, William (1996). Lucian Freud: Paintings and Etchings. Abbot Hall Art Gallery ISBN 0-9503335-7-3
- Feaver, William (2002). Lucian Freud. Tate ISBN 0-8109-6267-5
- Feaver, William. "Freud, Lucian Michael (1922–2011)". Oxford Dictionary of National Biography (英語) (online ed.). Oxford University Press. doi:10.1093/ref:odnb/103935。 (要購読、またはイギリス公立図書館への会員加入。)
- Gayford, Martin (2010). Man with a Blue Scarf: On Sitting for a Portrait by Lucian Freud. Thames & Hudson ISBN 978-0-500-23875-2
- Gowing, Lawrence (1982). Lucian Freud. Thames & Hudson ISBN 0-500-09154-4
- Gruen, John (1991). The Artist Observed: 28 Interviews with Contemporary Artists. a cappella books ISBN 1-55652-103-0
- Hughes, Robert (1997). Lucian Freud, revised edition. Thames & Hudson ISBN 0-500-27535-1
- Sharp, Jasper (2013). Lucian Freud (Exhibition Catalogue of the Kunsthistorisches Museum Vienna). Prestel ISBN 978-3-7913-5332-6
- "NPG", National Portrait Gallery, Exhibition booklet for Lucian Freud Portraits, 2012